# Erodium

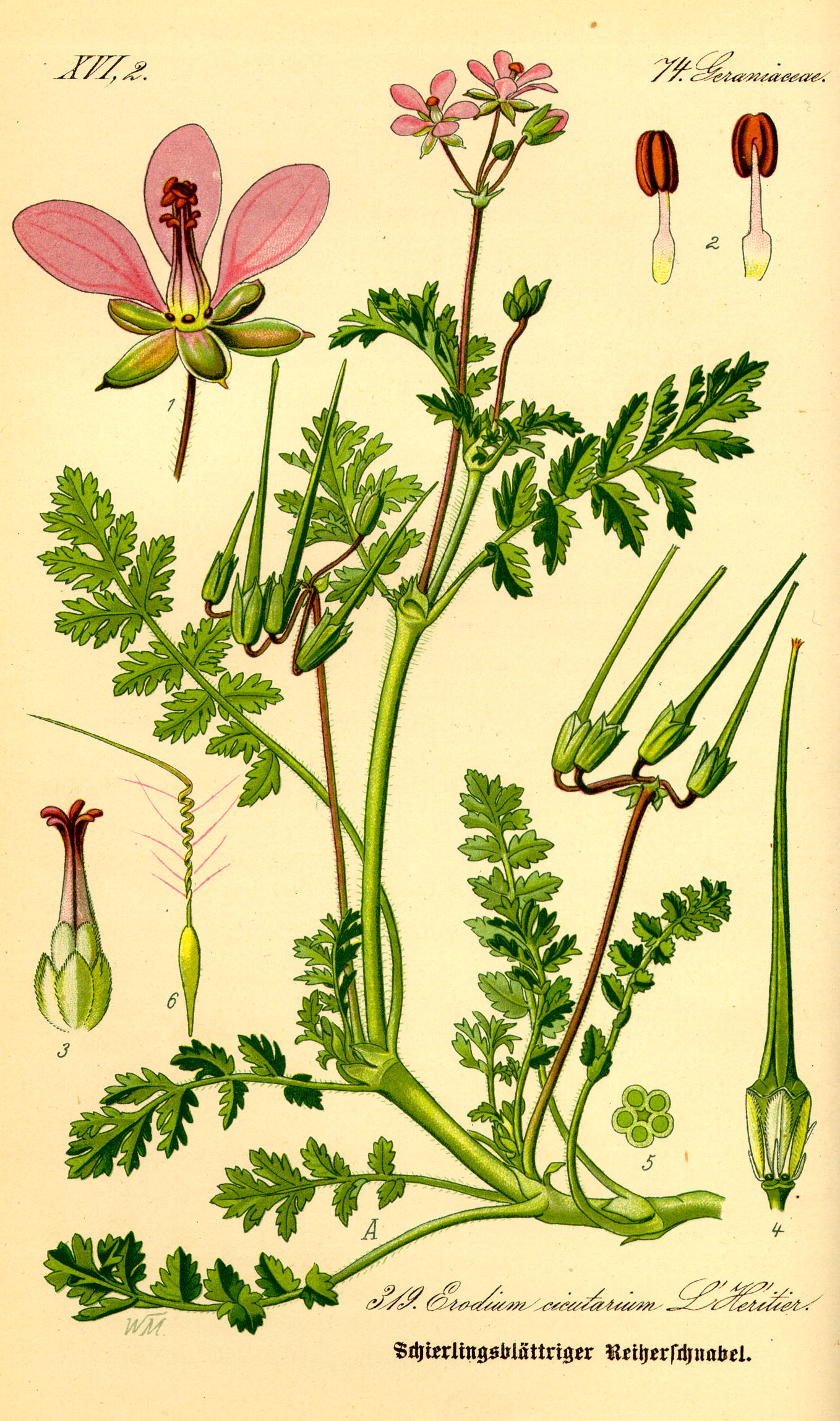
Lámina botánica

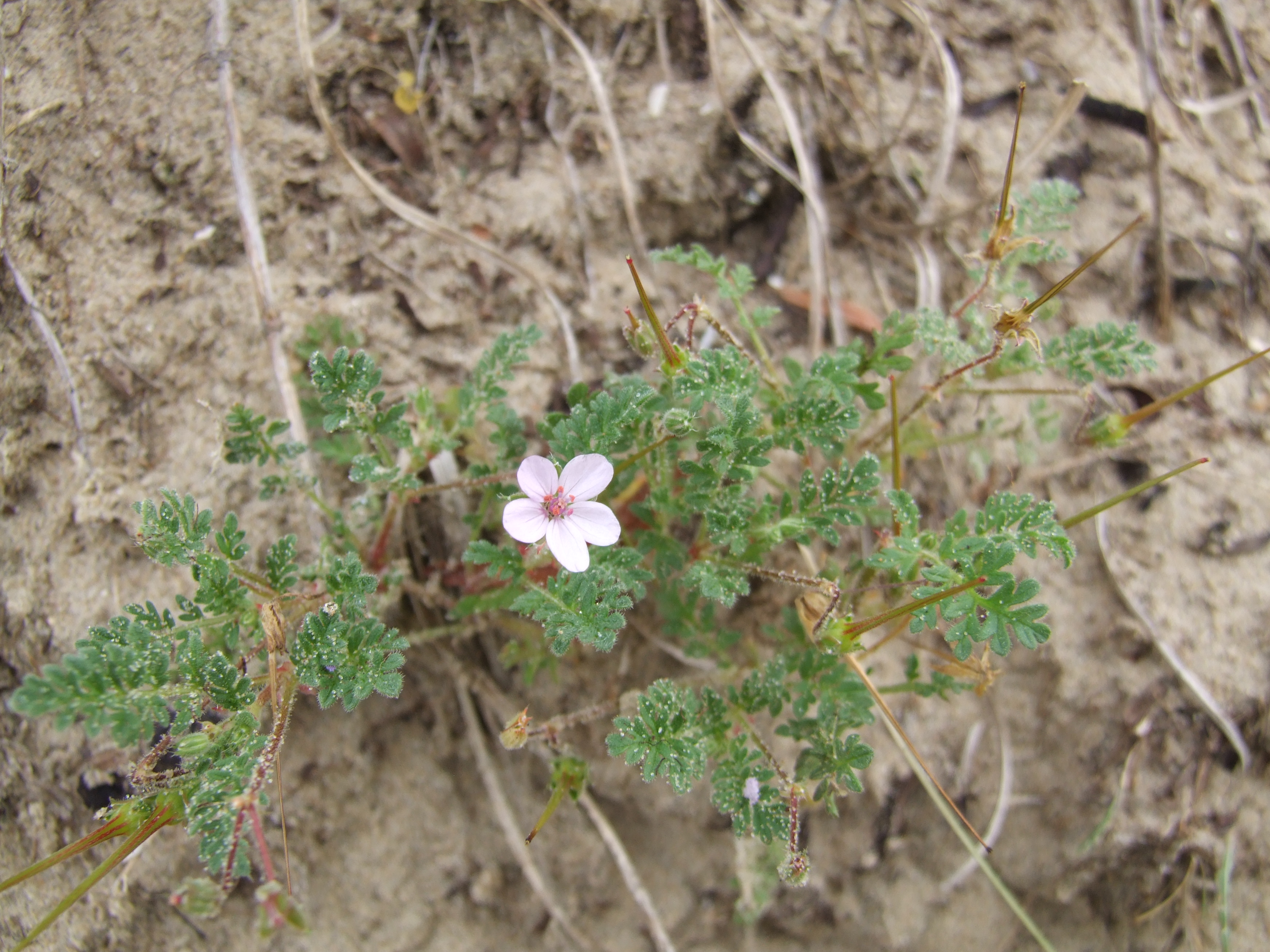
Erodium lebelii

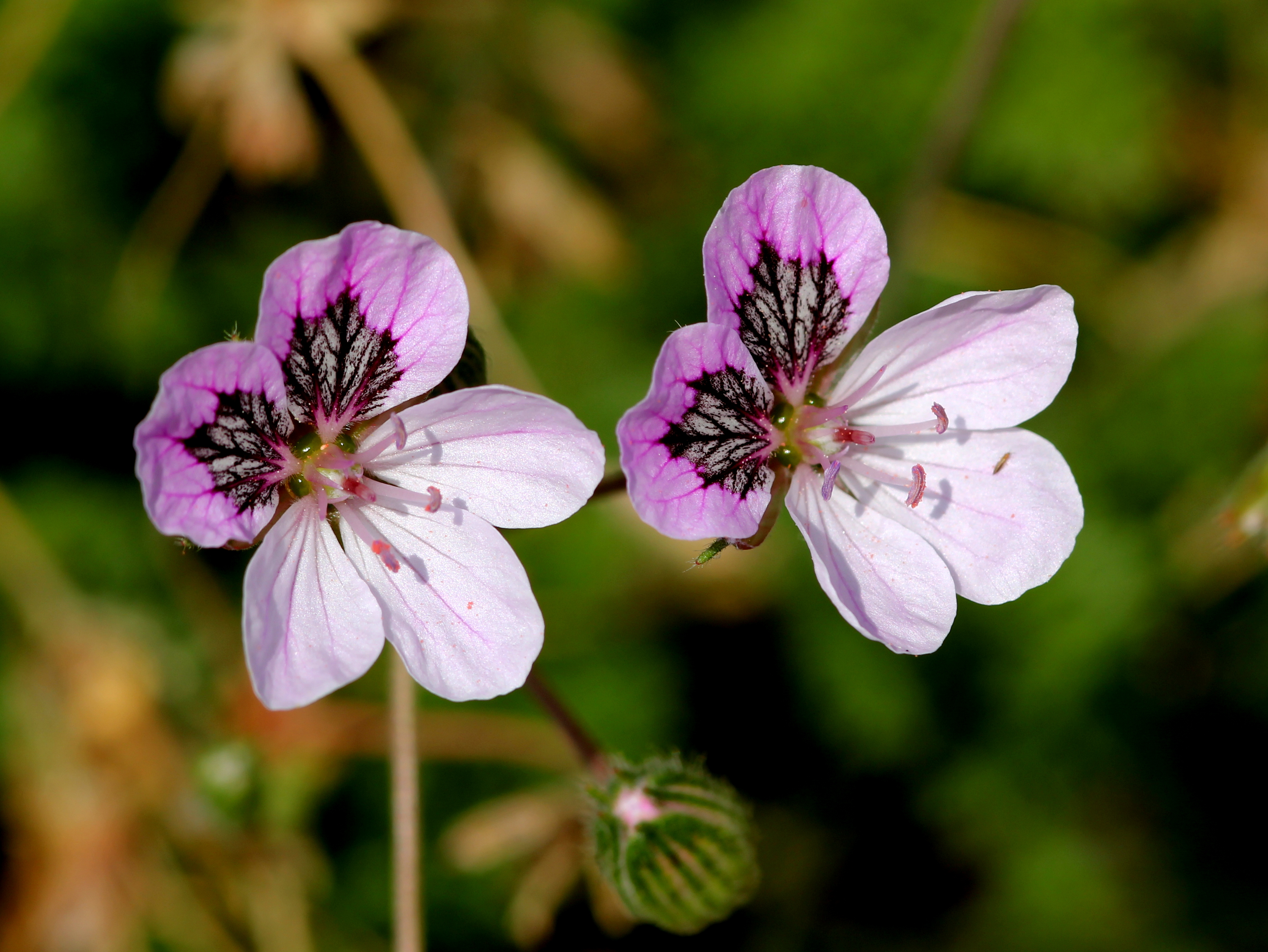
Erodium glandulosum - MHNT

Erodium es un  género de plantas de la familia Geraniaceae. Posee especies con gran número de variantes infraespecíficas, muchas de ellas frecuentes por su carácter nitrofílico. Comprende 359 especies descritas y de estas, solo 128 aceptadas.

## Descripción
Se trata de plantas herbáceas, anuales o perennes, con hojas palmadas, siempre provistas de estípulas. Su flor es solitaria, heteroclamídea con sólo 5 piezas libres en cada verticilo. Posee 10 estambres, de los cuales 5 son estériles. El gineceo es súpero y lo integran 5 carpelos fusionados en un ovario plurilocular y cada uno de ellos prolongado en un gran estilo, adnatos a un eje central o pico persistente en la fuctificación, lo que inspira sus nombres vernáculos de alfilerillos, alfileres o similares. 

## Taxonomía
El género fue descrito por L'Hér. ex Aiton y publicado en Hortus Kewensis; or, a catalogue . . . 2: 414–416. 1789.
Etimología
Erodium: nombre genérico que deriva del griego erodios =  "una garza" debido al largo pico en el fruto.

## Especies
Lista parcial:
- Erodium acaule (L.) Bech. & Thell.
- Erodium astragaloides Boiss. & Reut.
- Erodium aethiopicum (Lam.) Brumh. & Thell.
- Erodium botrys (Cav.) Bertol.
- Erodium cazorlanum Heywood
- Erodium chium (L.) Willd.
- Erodium carvifolium
- Erodium ciconium (L.) L'Hér.
- Erodium cicutarium (L.) L’Hér.
- Erodium corsicum Léman
- Erodium crispum Lapeyr.
- Erodium foetidum (L.) L'Hér.
- Erodium glandulosum (Cav.) Willd.
- Erodium gruinum Willd. - pico de grulla[5]
- Erodium laciniatum (Cav.) Willd.
- Erodium lebelii Jord.
- Erodium malacoides (L.) L'Hér.
- Erodium manescavii Coss.
- Erodium maritimum (L.) L'Hér.
- Erodium moschatum (L.) L'Hér.
- Erodium mouretii Pit.
- Erodium paularense Fern.Gonz. & Izco
- Erodium primulaceum Lange
- Erodium rodiei (Braun-Blanq.) Poirion
- Erodium salzmannii Delile
- Erodium texanum A.Gray

## Galería de fotos

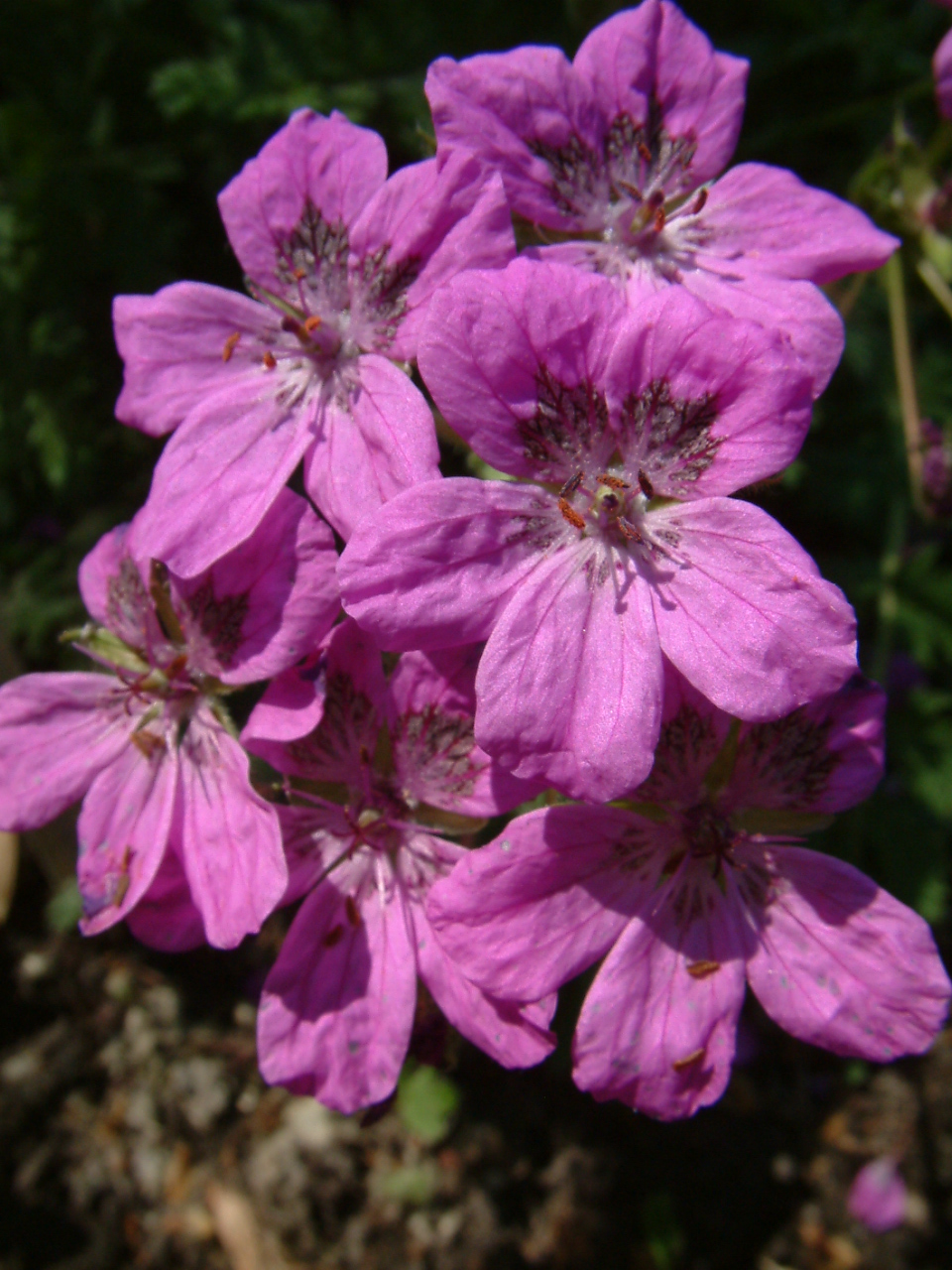
Erodium manescavii
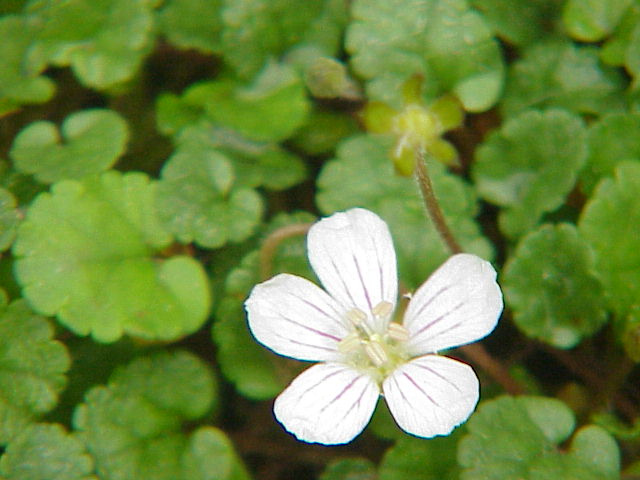
E. reichardii
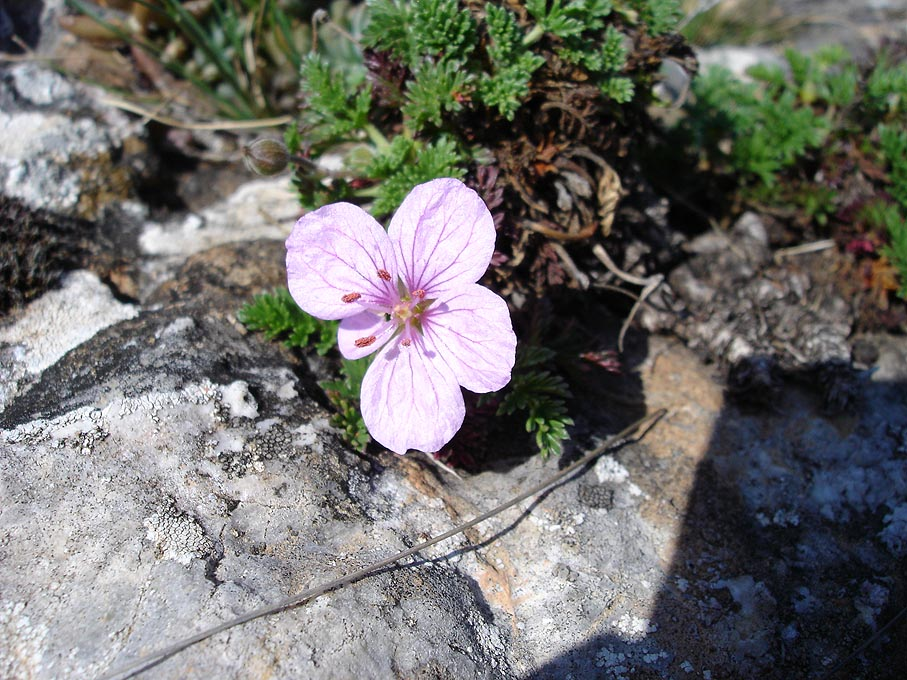
E. foetidum
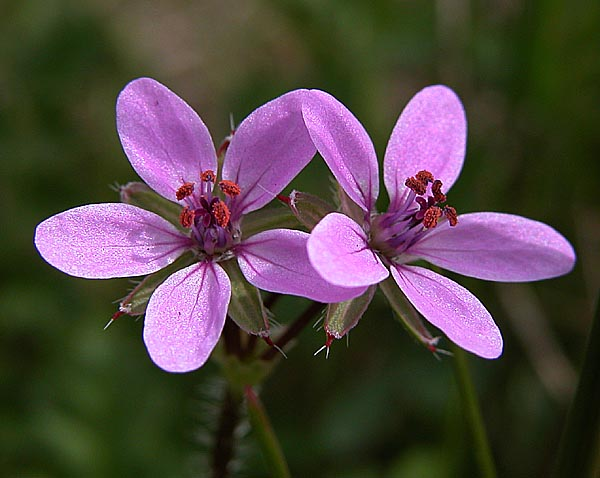
E. cicutarium
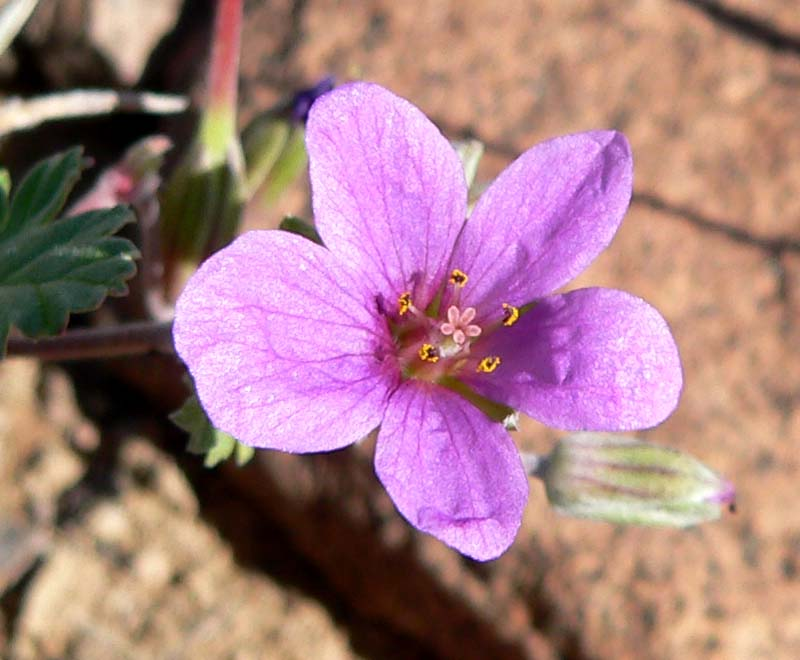
E. texanum
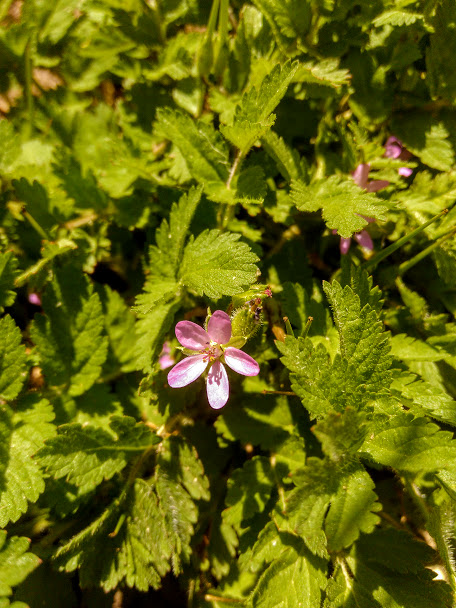